# Rafa Martín
Rafael Martín Morante (Madrid; 11 de mayo de 1949), más conocido como Rafa Martín es un actor español.

## Biografía
Comenzó en el mundo de la actuación inmerso en el teatro, cuando apenas contaba con 19 años de edad (1968), debutando en una obra de Bernard Shaw. Unos años más tarde, en 1972, conseguía el Título en Interpretación, en la RESAD de Madrid.
Después de varias apariciones televisivas en TVE, ingresó en el mundo cinematográfico en 1977, actuando una película de Antonio Isasi, El perro.
Tuvieron que transcurrir unos años más hasta su segunda aparición en la gran pantalla, y lo haría junto con Txema Blasco en un cortometraje de Pello Varela, Azpiko Gizona (1987). 
A partir de estas dos intervenciones cinematográficas, se convertirá en un actor muy activo, bien en el mundo del teatro, bien en el de la televisión o bien en el del cine.
Él mismo describe así su variada y amplia trayectoria:

"La casualidad me llevó al Oficio de Actor. 
Otras Vidas, otros Vestidos, otros Sentimientos que, poco a poco se han ido quedando dentro de mí.
Sin duda, éste es uno de los Trabajos más Bellos del Mundo.
Y estoy contento de pertenecer a ésta Profesión.
¡¡ Que siga!!".

## Filmografía

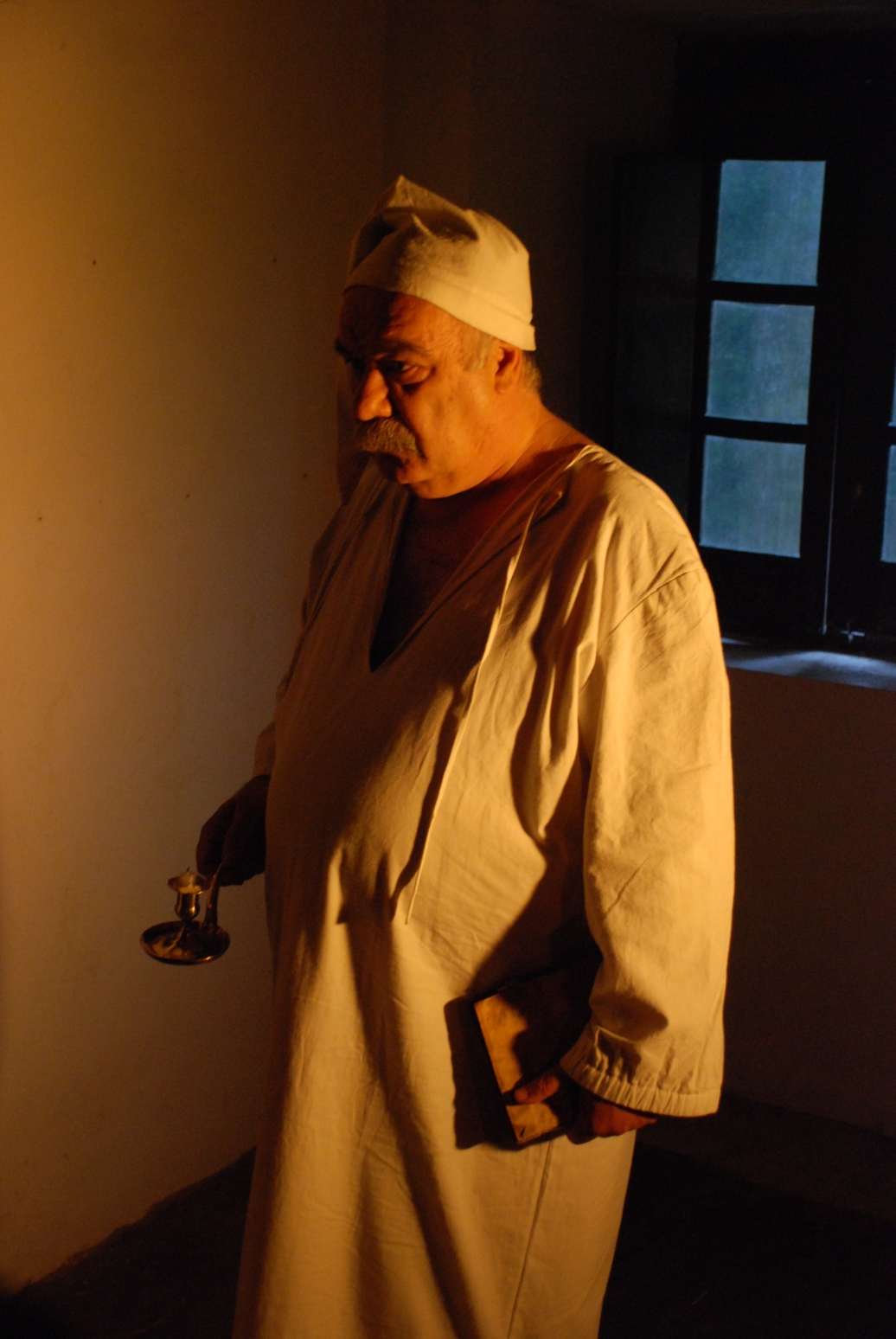
Actuación del actor madrileño Rafa Martín en la película Badaezpada: El vecino afectuoso de Pello Varela, rodada en 2007.

- Vitoria, 3 de marzo (2018, Victor Cabaco).
- El mojito de tu vida (2017, Ane Aberasturi).
- Prudentzio (2017, David Gil).
- Mi vida es el cine (2014, Fernando Cayo y Bogdan Toma).
- La conspiración (2012, Pedro Olea).
- Historias robadas (2012, Belén Macías).
- La casa de mi padre (2008, Gorka Merchán-Moreno).
- Badaezpada: El vecino afectuoso (2007, Pello Varela).
- Salir pitando (2006,  Álvaro Fdez. Armero).
- Mobbing (2005, Sonia Sánchez).
- Torapia (2004, Karra Elejalde).
- K.O. (2003, Niko Tapia).
- Francisca (2001, Eva López-Sánchez).
- Visionarios (2000, Manuel Gutiérrez Aragón).
- X (2000, Luis Marías).
- La hora de los valientes (1998, Antonio Mercero).
- Línea pirata (1995, Roberto Francisco).
- Fiesta (1994, Pierre Boutrón).
- La leyenda de un hombre malo (1994, Myriam Ballesteros).
- El ojo del fotógrafo (1993, Iñaki Dorronsoro).
- Alas de Mariposa (1991, Juanma Bajo Ulloa).
- Terranova (1990, Ferrán Llagostera).
- Santa Cruz, el cura guerrillero (1990, José M. Tuduri).
- Azpiko Gizona (1986, Pello Varela).
- El perro (1977, Antonio Isasi).

## Televisión
- El ministerio del tiempo (2017, TVE).
- Seis hermanas (2015, TVE).
- Víctor Ros (2013, TVE).
- 19:30 (2012, TVE).
- Historias robadas (2012, Antena 3).
- La conspiración (2012, EITB).
- BuenAgente (2011, La sexta).
- Águila roja (2011, TVE).
- Gran reserva (2011, TVE).
- Cuéntame cómo pasó (2009, TVE).
- Euskolegas (2009, ETB).
- La que se avecina (2009, Tele 5).
- Una bala para el rey (2009, Antena 3).
- 23-F. Historia de una traición (2009, Antena 3).
- El Internado (2008, Antena 3).
- Yo soy Bea (2008, Tele5).
- Identity (2007, TVE).
- Mi querido Klikowsky (2007, ETB).
- Hospital Central (2005, TV5).
- Casi perfectos (2004, Antena 3).
- Los 80 (2004, TV5).
- Mis estimadas víctimas (2004, Tele5).
- La Sra. Flora (2003, ETB).
- Cuéntame cómo pasó (2002, TVE).
- Javier ya no vive solo (2002, Antena 3).
- Policías (2002, Antena 3).
- El comisario (2001-2002, Tele5).
- Manos a la obra (2001, Antena 3)
- Mi hijo Arturo (2001, FORTA).
- La habitación blanca (1999, TVE).
- El florido pensil (1999, TVE).
- El comisario (1999, Tele5).
- Maité (1998, ETB).
- Hermanas (1998, Tele5).
- Bi eta bat (1993, ETB).
- Todos somos de casa (1990, ETB).
- Terranova (1990, ETB y TVG).
- El vengador enmascarado (1989, TVE).
- El rayo colgado (1981, TVE).
- La locura de Don Juan (1974, TVE).
- Así fue: Hotel Palace (1974, TVE).
- Hoy también es fiesta (1971, TVE).

## Teatro
- LA PENSION COJA, 2017. La Claqueta Producciones. Dirigido por Carmen San Esteban.
- EL PURGATORIO”. 2015. La Claqueta Producciones. Directora: Carmen San Esteban.
- EL CASERIO” de Jesús Guridi. 2015. Arké Producciones. Dirección musical Iker Sánchez, Dirección Escénica: Mikel Gómez de Segura.
- LOS HUERFANITOS” de Santiago Lorenzo. 2014-2015.  Adaptación de José Antonio Pérez. Compañía Traspasos. Director: Mikel Gómez de Segura
- PALABRAS AL OÍDO”. 2014. Teatro en Tránsito. PORPOL TEATRO. Dirección Carmen Ruiz.
- EJECUCION HIPOTECARIA” de Miguel Ángel Sánchez. 2013-2014. Kproducciones. Director: Adolfo Fernández
- DE RATONES Y HOMBRES”, de John Steinbeck. 2012-2013. Concha Busto Producciones. Director Miguel del Arco
- QUÍTATE ESAS BOTAS”. 2012.  Versión de Antonio Altarriba. Proyecto Bakea Sormena y Porpol Teatro.
- 19:30, de Patxi Amezcua. 2010. Compañía K-Producciones y Teatro Arriaga.                                 Dirección: Adolfo Fernández y Ramón Ibarra.
- DEMASIADO HUMANO, de Jaime Romo.2006-2008.Compañía Traspasos.                                Dirección: Mikel Gómez de Segura.
- EL TIEMPO HERIDO, de José A. Pérez. 2005-2006. Compañía Traspasos.                                Dirección:  Mikel Gómez de Segura.
- MARIO, POR ALUSION, de José A. Pérez. 2004-2006. Compañía Traspasos.                                Dirección: Mikel Gómez de Segura.
- LA MANO DEL EMIGRANTE, de Manuel Rivas. 2002.Compañía Tanttaka.                                Dirección: Fernando Bernués.
- EL UNO Y EL OTRO, de Jaime Romo. 2001. Producción de Traspasos y K.audiovisual.                                Dirección: Mikel Gómez de Segura.
- EL FLORIDO PENSIL, de Andrés Sopeña. 1996-2001. Compañía Tanttaka.                               Dirección: Fernando Bernués y Mireia Gabilondo.
- ESPERANDO A GODOT, de Samuel Beckett. 1994. Compañía Porpol.                               Dirección: Carmen Ruiz.
- LOS FUNCIONARIOS: BRIGADA ESPECIFICA, de Helder Costa. 1989. Compañía La Funcionaria.                               Dirección: José Antonio Ortega.
- DETRÁS DE MI ROSTRO.  1985. Varios autores. Compañía  Teatro del Zumbido de Vitoria.                                Creación colectiva.
- LA LLANADA SOLITARIA, de Patxi Larrainzar. 1981. Compañía Denok de Vitoria.
- EL RAYO COLGADO, de Francisco Nieva. 1981.                                Dirección: Juanjo Granda.
- MUERTE ACCIDENTAL DE UN ANARQUISTA, de Darío Fo. 1977.. Compañía El Espolón del Gallo de Madrid.                               Dirección: Jesús Sastre.
- DE LA BUENA CRIANZA DEL GUSANO. 1976. Compañía Espolón del Gallo de Madrid.                                Creación Colectiva.
- ANFITRION, sobre textos de Plauto y Molière. 1974. Compañía Ensayo Uno en Venta, de Madrid.                                Creación Colectiva. Varios autores.
- LA SEÑORITA JULIA, de August Strindber. 1974. Compañía Bululú. Teatro Marquina. Madrid.                                Dirección: Adolfo Marsillach.
- LA ISLA DEL TESORO, de Stevenson. 1972. Compañía Natacha. Teatro Muñoz Seca. Madrid.                                Dirección:Joaquín Vida.
- ORACIONES LAICAS DEL SIGLO XX. 1970. Compañía Taller 1 de la Escuela de Teatro de Madrid.                                Creación Colectiva
- ANDROCLES Y EL LEON, de Bernard Shaw. 1968. Taller de Dirección en la Escuela de Teatro de Madrid.